# Киста холедоха
Киста холедоха — мешковидное расширение желчного протока. Данное образование может не проявлять себя у 20 % людей или проявлять незначительными клиническими симптомами.
Типичными являются боли в животе (может быть единственным симптомом), желтуха и пальпируемые образования в области правого подреберья.

## Классификация кист желчных протоков по Todani

Типы кист желчных протоков

- Тип I — кистозное расширение общего желчного протока; сегментарное расширение общего желчного протока; цилиндрическое расширение общего желчного протока
- Тип II — дивертикулы внепечёночных желчных протоков
- Тип III — холедохоцеле
- Тип IV — множественные кисты внутри- и внепечёночных желчных протоков
- Тип V — только кисты внутрипеченочных желчных протоков (синдром Кароли)

## Осложнения кист желчных протоков
- Холангит
- Панкреатит
- Сдавление двенадцатиперстной кишки (с развитием хронической дуоденальной непроходимости)
- Разрыв кист
- Холангиокарцинома (риск развития в 2 раза выше, по сравнению с популяцией в целом).